# Cohiba

Cohiba Habanos Zigarren in Kiste

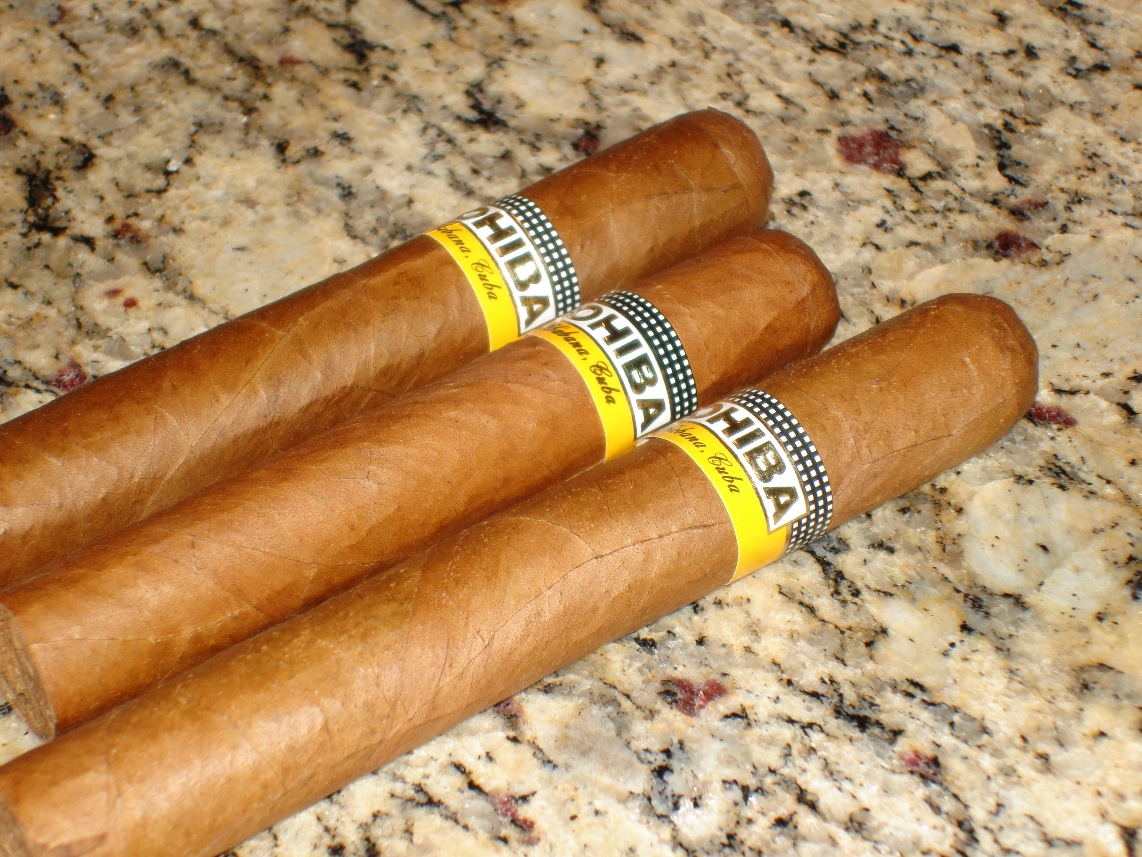
Kubanische Cohiba-Zigarren

Die auf Kuba hergestellten Zigarren der Marke Cohiba sind das Spitzenprodukt der staatlichen Zigarrenmanufaktur Habanos SA. Nach Min Ron Nee bekam Fidel Castro 1963 eine Zigarre von seinem Leibwächter Bienvenido „Chicho“ Pérez, die sein Freund, der Zigarrenroller Eduardo Rivera, für den eigenen Gebrauch gefertigt hatte. Castro erkannte die Qualität und ließ sich von Rivera diese Zigarren herstellen.

## Gründung
Ab 1964 wurde die Cohiba als Geschenk für Staatsoberhäupter und Diplomaten verwendet. Zu diesem Zweck wurde im selben Jahr eine von Rivera geleitete Zigarrenfabrik gegründet. Die spätere Cohiba besaß damals noch keinen Namen und keinen eigenen Zigarrenring, sondern wurde mit auf den Beschenkten personalisierten Zigarrenringen ausgestattet. Erst 1966 kam der Name Cohiba im Laufe eines Gesprächs von Riveras Assistentin auf. Im darauf folgenden Jahr wurde die Produktion in die später als El Laguito bekannte Fabrik verlagert.
Seit 1982 sind die Zigarren auch auf dem freien Markt erhältlich, mit Ausnahme der USA, wegen des verhängten Kuba-Embargos. Sie wurden
1992 zum 500. Jahrestag der Entdeckung Amerikas um eine zweite Linie, die Linea 1492, erweitert.

## Herstellung
Die Zigarren werden in der Manufaktur El Laguito hergestellt, deren Vorrecht es angeblich ist, als erste Tabakmanufaktur die Auswahl unter den Tabakblättern der Jahresernte treffen zu dürfen. Im Gegensatz zu den meisten anderen Zigarren werden die Tabakblätter für die Cohiba Linea Classico dreimal statt zweimal (einschließlich der Linea 1492) fermentiert. Im Jahre 2003 wurde die Siglo VI im neuen Format Cañonazo eingeführt.
Alle Formate der Cohiba sind „totalmente a mano“ – in reiner Handarbeit gefertigt, lediglich die Pressung der Zigarre erfolgt im sogenannten Pressstock.
Dabei muss der Torcedor über entsprechende Erfahrung verfügen, um die optimale Festigkeit für die fertige Zigarre abschätzen zu können.

## Cohiba der General Cigar Company
Die US-Firma General Cigar Co. Inc. mit Sitz in Richmond (Virginia), seit 2005 Tochterunternehmen von Match AB vertreibt auf dem US-Markt seit den frühen 1980er Jahren unter dem von General Cigar 1981 für die USA registrierten Markennamen Cohiba eine Zigarre aus der Dominikanischen Republik. Das kubanische Unternehmen Cubatabaco klagte seit 1997 gegen die Verwendung des Zigarrennamens. Nach Gerichtsentscheidung des Trademark Trial and Appeal Board des US-Patent- und Markenamtes dürfen die Zigarren in den USA weiterhin unter dem Namen Cohiba verkauft werden, weil Cubatabaco die Originalmarke dort wegen des US-Handelsembargos nicht vertreiben könne.

## Fälschungen
Gefälschte Cohibas werden in Kuba auf der Straße in Massen angeboten. Am sichersten ist der Kauf in staatlichen Tabakläden. Einen Hinweis auf gefälschte Produkte kann auch das Verpackungsformat geben. Cohibas in Kisten mit Glasdeckeln sind immer Fälschungen.

## Namensherkunft
Die Bezeichnung Cohiba wurde aus der Sprache der Taíno-Indianer übernommen
und bezeichnet einen Wickel aus Tabakblättern, der von den Ureinwohnern Kubas geraucht wurde. Den Wurzeln der Zigarre wird im Logo der Cohiba Rechnung getragen. Es zeigt den Kopf des Taino-Indianers Hatuey.

## Sorten

### Formate Linea Classico

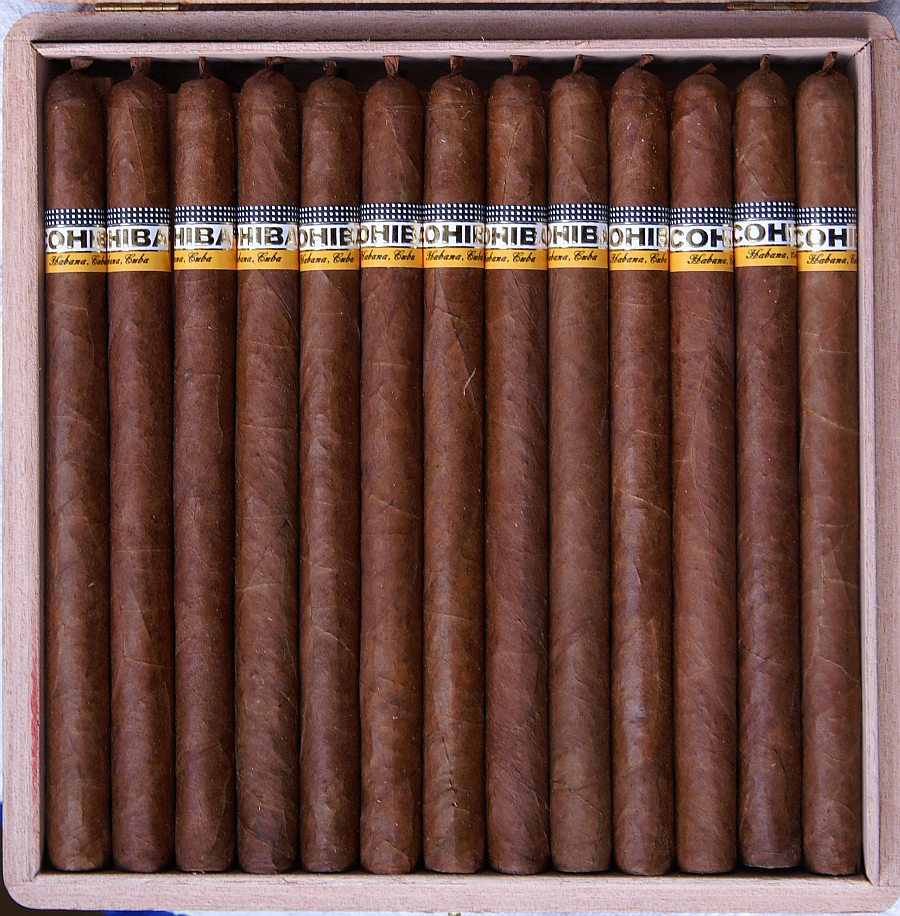
Cohiba Lanceros

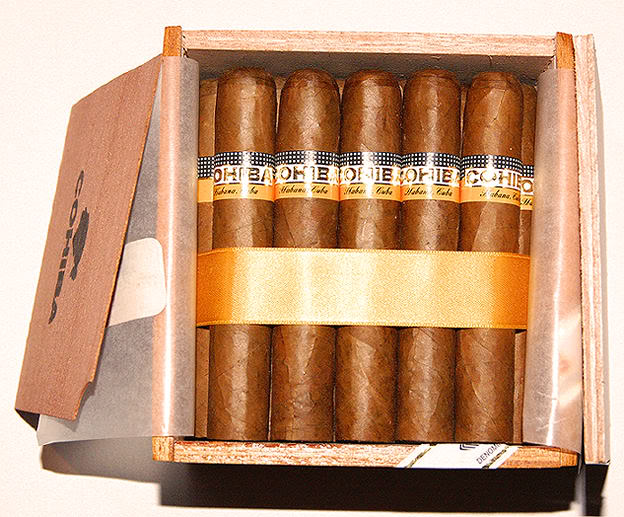
Cohiba Robustos

Handelsname – Vitola de Galera – Maße
- Coronas Especiales – Laguito No. 2 – 152 × 15 mm
- Esplendidos – Julieta No. 2 – 178 × 18,5 mm
- Exquisitos – Seoane – 125 × 13 mm
- Lanceros – No. 1 – 192 × 15 mm
- Panetelas – No. 3 – 115 × 10,3 mm
- Robustos – Robustos – 124 × 19,8 mm
- Pirámides Extra – Pirámides Extra – 160 × 21,4 mm

### Formate Linea 1492
Handelsname – Vitola de Galera – Maße
- Siglo I – Perlas – 102 × 16 mm
- Siglo II – Marevas – 129 × 16,7 mm
- Siglo III – Coronas Grandes 155 × 16,7 mm
- Siglo IV – Corona Gordas 140 × 18,3 mm
- Siglo V – Dalias – 170 × 17,1 mm
- Siglo VI – Cañonazo – 149 × 20,6 mm – Im Jahre 2002 zum 6. Jahrhundert der Entdeckung des Tabaks eingeführt.[4]

### Formate Maduro 5
Im Jahre 2007 vorgestellte Linie mit fünf Jahre alten Maduro-Deckblättern (spezielle fermentierte Deckblätter mit dunkelbrauner Farbe). Gerüchteweise zur Bedienung des US-amerikanischen Marktes nach Fall des Embargos gedacht, da Zigarren mit Maduro Deckblättern in den USA sehr beliebt sind.
Handelsname – Vitola de Galera – Maße
- Genios – Genios – 140 × 20,6 mm
- Mágicos – Mágicos – 115 × 20,6 mm
- Secretos – Secretos – 110 × 15,9 mm

### Formate Behike
- Cohiba BHK 52 Laguito Nr. 4 119 × 20,6 mm
- Cohiba BHK 54 Laguito Nr. 5 144 × 21,4 mm
- Cohiba BHK 56 Laguito Nr. 6 166 × 22,2 mm

### Formate Edicion Limitada
Handelsname – Vitola de Galera – Maße
- Pirámides Edicion Limitada 2001 – Pirámides – 159 × 21 mm
- Double Coronas Edicion Limitada 2003 – Prominentes – 194 × 19 mm
- Sublimes Edicion Limitada 2004 – Sublimes – 164 × 21 mm
- Pirámides Edicion Limitada 2006 – Pirámides – 156 × 21 mm
- Cohiba 1966 Edicion Limitada 2011 – Cañonazo – 166 × 20,6 mm

### Sonderproduktionen
- 30 Aniversario Humidor – Robusto Especiales – 192 × 20 mm – 1996 zum 30. Jubiläum der Marke erschienener Humidor, limitiert auf 45 Exemplare mit je 50 Zigarren.
- 30 Aniversario Jar – Dalias – 170 × 17 mm – 1996 zum 30. Jubiläum der Marke erschienener Humidor, limitiert auf 1000 Exemplare mit je 25 Zigarren.
- Guayasamin I Humidor – 1996 erschienener Humidor mit je zehn Zigarren der Formate Coronas Especiales, Espléndidos, Lanceros, Robustos und Siglo I – V. Limitiert auf 30 Exemplare. Das Relief des Deckels wurde durch den ecuadorianischen Künstler Oswaldo Guayasamín gestaltet und von dessen Stiftung hergestellt.
- Reserva del Milenio Pirámide –  Pirámide – 156 × 20,64 mm – Im Jahre 2000 erschienener Porzellan-Jar mit 25 Piramides und besonderen Zigarrenringen. Auflage ca. 10.000 Jars.
- 35 Aniversario Humidor – 2001 zum 35. Jubiläum der Marke erschienener Humidor mit je 20 Zigarren der Formate Espléndidos, Gran Coronas, Pirámides, Robustos und Siglo V sowie 35 Lanceros. Limitiert auf 500 Exemplare.[6]
- Siglo X Aniversario Humidor – 2002 zum 10. Jubiläum der Siglo-Linie erschienener Humidor mit je 15 Zigarren der Formate Siglo I – VI. Umgangssprachlich auf Grund seiner gelben Lackierung „Postkasten“ genannt, wurde hier erstmals die Siglo VI der Öffentlichkeit zum Verkauf angeboten.[7]
- Selección Reserva – Im Jahre 2002/2003 erschienene Kiste mit je sechs Zigarren der Formate Coronas Especiales, Espléndidos, Medias Coronas, Pirámides und Robustos. Drei Jahre gelagerte Einlagetabake, unnummeriert mit zweitem Zigarrenring. Das Format Medias Coronas (142 × 15 mm) ist nur hier zu finden.[8]
- Serie A Humidor – 2003 als verspäteter Teil der Feiern zum 35. Jubiläum der Marke erschienener Humidor mit 50 Zigarren des Formats Gran Corona (235 × 19 mm), 100 Exemplare.
- 40 Aniversario Humidor – Behike – 191 × 20,64 mm – 2006 erschienener Sonderhumidor zum 40. Jubiläum der Cohiba mit 40 einzeln nummerierten Behikes, gefertigt aus Ebenholz mit Rochenleder-Applikationen von Elie Bleu. Zum Erscheinungszeitpunkt die teuerste im Handel erhältliche kubanische Zigarre.[9]
- Guayasamin II Humidor – Neuauflage von 2007 des von Oswaldo Guayasamín gestalteten Humidors mit je 15 Zigarren der Formate Coronas Especiales, Espléndidos, Lanceros, Pirámides, Robustos und Siglo IV. 50 Exemplare, Humidor wurde von der Guayasamín-Stiftung hergestellt.[10]
- Habanos Colección Buch – 2008 erschienener buchartiger Humidor, limitiert auf 1.000 Exemplare. Enthalten sind 20 Zigarren des Formats Sublimes Extra – 184 × 21,43 mm.[11]
- Siglo VI Gran Reserva 2003–2009 erschienene lackierte Kiste mit 15 Zigarren des Formats Siglo VI (Cañonazo). Tabake des Jahrgangs 2003, limitiert auf 5.000 Exemplare.[12]

## Sonstiges
- Die Cohiba ist die bevorzugte Zigarrensorte von Altbundeskanzler Gerhard Schröder, wodurch sie auch einem breiteren Kreis der Bevölkerung bekannt wurde.[13]
- Auch Rudi Assauer war ein prominenter Liebhaber dieser Marke.[14]